# Осиња
Осиња је насељено мјесто у општини Дервента, Република Српска, БиХ. Према попису становништва из 1991. у насељу је живјело 1.890 становника, док према најновијем попису из 2013. ово насељено мјесто има 1.244 становника.

## Географија
Осиња је уклињена у обронке планине Крњин. Насеље Осиња као и остала сусједна села је разбијеног типа и дијели се на мање дијелове, тзв. „паланке“. Осиња је повезана асфалтном саобраћајницом у дужини од 25 км са сједиштем општине Дервентом. Сусједна села Осињи су: Појезна, Црнча, Церани, Велика Сочаница, Цвртковци и Јелањска. Само насеље представља границу дервентске општине са општином Станари (насеља Цвртковци и Јелањска).
Осиња се налази у самом троуглу градова Дервенте, Добоја и Прњавора. По својој геополитичкој локацији Осиња припада Републици Српској и у сјеверном је дијелу БиХ. У хидрографском погледу подручје чине водотоци ријеке Илове те потока Осиње, Осињице, Ојданице и других. У састав Мјесне заједнице Осиња су села: Осиња Доња, Осиња Горња и Церани. Често се користи и термин "Осињски крај" за наведена села заједно са Појезном и Црнчом. Карактеристично за ова села је да готово у потпуности одговарају подручју на којем дјелује Основна школа "Ђорђo Панзаловић" у Осињи (изграђена 1961. године).
По једном мишљењу име Осиња датира из чињенице да је то село чинило углавном неписмено становништво. Ријечи које су изговарали су биле фонетски неисправне па се становништву из градског подручја чинило да чује осе како зује. Од тада се село назвало Осиња.

## Привреда
Становништво Осиње се претежно бави пољопривредом, док један дио становништва ради у Дервенти или је на привременом раду у иностранству.
Осим што је центар образовања у овом крају, Осиња посједује и здравствену амбуланту, пошту, банку, бензинску пумпу, трговине и кафиће што је чини средиштем осињског краја. Историјски гледано, овај крај је одувијек био сиромашан и изолован због удаљености од градских средина што се огледало и у лошој путној инфраструктури, непостојању водовода, у неким засеоцима слабијим  сигналом за мобилну телефонију. Ипак, посљедњих година, инфраструктура се значајно поправља. У плану је изградња петље за прикључење на ауто-пут Бања Лука — Добој који дјелимично пролази кроз насеље. Тиме би се првенствено општине Дервента и Станари а затим  околне општине повезале на овај ауто-пут. Такође у разматрању је да се регионалним путем повежу центри општина Дервента и Станари, а који би пролазио кроз ово село.

## Култура и религија
На подручју Осиње дјелује Основна школа "Ђорђo Панзаловић", која броји око 300 ученика и број ђака је у значајном паду, с обзиром да је у периоду 80-их година прошлог вијека, ова школа бројала и преко 1000 ђака. Поред централне школе постоји и по једна подручна школа у Доњој Осињи, Горњим Церанима, Појезни и Црнчи. У селу постоји културни центар ″Знање-имање". 
Такође, овдје се налази црква Светог Пантелејмона (освештана 1964), као и споменик борцима Одбрамбено-отаџбинског рата.

## Туризам
Недалеко од сеоског центра налази се излетиште Надеша.

## Становништво
У последњим деценијама примијећен је пад у броју становника, чему доприноси чињеница да велики број младог становништва због сиромаштва проузрокованог незапосленошћу и недовољним приходима од пољопривреде, одлази у иностране земље или се сели у Дервенту и у веће градске центре.
| Националност       | 2013.          | 1991.          | 1981.          | 1971.          | 1961. |
| Срби               | 1.236 (99,38%) | 1.853 (98,04%) | 2.027 (98,25%) | 2.009 (98,43%) |       |
| Југословени        | ―              | 30 (1,58%)     | 18 (0,87%)     | 19 (0,93%)     |       |
| Хрвати             | 3 (0,23%)      | 3 (0,15%)      | 10 (0,48%)     | 4 (0,19%)      |       |
| Муслимани          | 1 (0,08%)      |                | 1 (0,04%)      | 2 (0,09%)      |       |
| остали и непознато | 4 (0,30%)      | 4 (0,21%)      | 7 (0,33%)      | 7 (0,34%)      |       |
| Укупно             | 1.244          | 1.890          | 2.063          | 2.041          | '     |

| Демографија | Демографија | Демографија |
| Година      | Становника  | Становника  |
| ----------- | ----------- | ----------- |
| 1948.       | 1.551       |             |
| 1953.       | 1.756       |             |
| 1961.       | 1.956       |             |
| 1971.       | 2.041       |             |
| 1981.       | 2.063       |             |
| 1991.       | 1.890       |             |
| 2013.       | 1.244       |             |

## Спорт
Осиња је сједиште два фудбалска клуба: Борац и Борац 1975.

## Знамените личности
- Слободан Ћустић, српски глумац
- Драган Ђурић, бивши предсједник ФК Партизан
- Милић Икић, хајдук
- Бранко Петрић, предсједник ЦИК-а БиХ